# Виле (Ријети)
Виле је насеље у Италији у округу Ријети, региону Лацио.
Према процени из 2011. у насељу је живело 67 становника. Насеље се налази на надморској висини од 603 м.